# Solunski edikt
Solunski edikt, znan tudi kot Cunctos populos in Edikt treh cesarjev, je edikt, katerega so 27. februarja 380 izdali cesar Teodozij I. in njegova socesarja Gracijan in Valentinijan II.. V njem so objavili, da morajo vsi njihovi podložniki slediti verskemu nauku rimskega in aleksandrijskega škofa. Z ediktom je trinitarijanska oziroma nicejska veroizpoved postala de facto  uradna vera Rimskega cesarstva. Z odlokom so bili ustvarjeni pogoji, da se konča več deset let trajajoči spor zaradi arijanstva, kateremu so bili naklonjeni dotedanji rimski cesarji. 
Naslednje leto je bil v Konstantinoplu Prvi carigrajski koncil, na katerem so dopolnili nicejsko veroizpoved, ki je znana kot nicejsko-carigrajska veroizpoved. Koncil je prepovedal samovoljno spreminjanje veroizpovedne molitve.
Teodozij je v naslednjih letih izdal še vrsto ediktov, s katerimi je ukazal sežiganje arijanskih in drugih heretičnih knjig, izgon arijancev in zaplembo njihove imovine.
| IMPPP. GR(ATI)IANUS, VAL(ENTINI)ANUS ET THE(O)D(OSIUS) AAA. EDICTUM AD POPULUM VRB(IS) CONSTANTINOP(OLITANAE).                                                             | EDIKT CESARJA GRACIJANA, VALENTINIJANA IN TEODOZIJA AVGUSTA PREBIVALCEM MESTA KONSTANTINOPLA.                                                             |
| CUNCTOS populos, quos clementiae nostrae regit temperamentum, | Vsi narodi, ki jih blago in preudarno vodimo, |
| in tali volumus religione versari, | se morajo, takšna je naša volja, spreobrniti v vero, |
| quam divinum petrum apostolum tradidisse romanis | katero je Rimljanov prenesel božanski apostol Peter, |
| religio usque ad nunc ab ipso insinuata declarat | kakršna se je ohranila do danes |
| quamque pontificem damasum sequi claret et petrum alexandriae episcopum virum apostolicae sanctitatis,                                                                     | in jo zdaj izpovedujeta pontifik Damaz in Peter, aleksandrijski episkop, mož apostolske svetosti.                                                         |
| hoc est, ut secundum apostolicam disciplinam evangelicamque doctrinam patris et filii et spiritus sancti unam deitatem sub parili maiestate et sub pia trinitate credamus. | To pomeni, da skladu z apostolskim učenjem in naukom evangelija verujemo v enega boga Očeta, in Sina in Svetega duha in v enaki veličini v Sveto trojico. |
| Hanc legem sequentes christianorum catholicorum nomen iubemus amplecti, | Samo tistim, ki sledijo ukazu tega zakona, dovoljujemo, da se imenujejo katoliški kristjani.                                                              |
| reliquos vero dementes vesanosque iudicantes haeretici dogmatis infamiam sustinere,                                                                                        | Vsi drugi, ki so po naši presoji nespametni norci, naj se zaznamujejo s sramotnim nazivom heretiki,                                                       |
| nec conciliabula eorum ecclesiarum nomen accipere, | in ne dovoljujemo, da bi se njihove združbe imenovale Cerkve.                                                                                             |
| divina primum vindicta, post etiam motus nostri, quem ex caelesti arbitrio sumpserimus, ultione plectendos.                                                                | Nazadnje jih bo doletelo božje maščevanje, pred tem pa kazen, ki jim jo bo v skladu z nebeško voljo naložila naša oblast.                                 |
| DAT. III KAL MAR. THESSAL(ONICAE) GR(ATI)ANO A. V ET THEOD(OSIO) A. I CONSS.                                                                                               | V SULUNU, TRETJEGA DNE OD MARČNIH KALEND, MED PETIM KONZULATOM GRACIJANA AVGUSTA IN PRVIM TEODOZIJA AVGUSTA.                                              |

## Sklic
1. ↑  Vesoljni cerkveni zbori. Pridobljeno dne 9. maja 2014.